# Hauptrotor

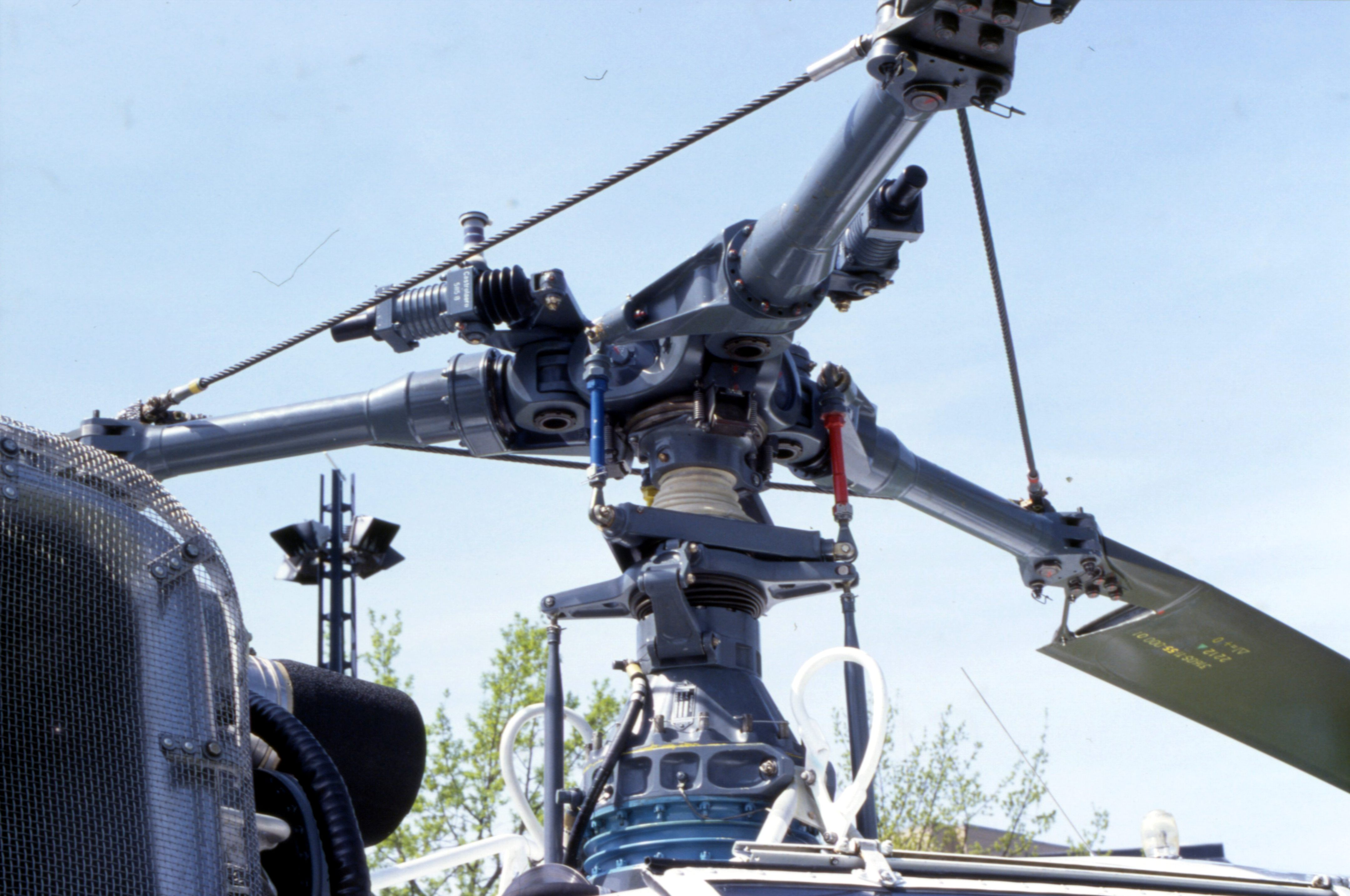
Dreiblättriger Hauptrotor einer Aérospatiale SA-319 (Alouette III). Taumelscheibe zwischen grauem und schwarzem Faltenbalg.

Der Hauptrotor ist die zwei- oder mehrblättrige dynamische Systemkomponente eines Hubschraubers, die durch ihre Drehung um die Rotorachse den Auftrieb sowie durch zyklische Änderung des Anstellwinkels der Rotorblätter dessen Steuerung und Vortrieb sicherstellt. Der Hauptrotor besteht grundsätzlich aus der Rotorwelle (1), der Taumelscheibe (2), den Steuerstangen (4 und 10), dem Rotorkopf mit der Rotornabe (6), den Rotorblatthaltern mit den Drehgelenken (7) und den Rotorblättern (9+8).
Hinweis: Alle in diesem Artikel in Klammern angegebenen Zahlen beziehen sich auf die Legende in der nebenstehenden Grafik

## Hubschrauber-Hauptrotorkonfigurationen
Der Antrieb des Hauptrotors erzeugt in Abhängigkeit vom Anstellwinkel der Rotorblätter ein gegen die Drehrichtung des Hauptrotors wirkendes Drehmoment auf den Rumpf eines Hubschraubers. Um der Drehung des Rumpfes um die Hochachse entgegenzuwirken, werden verschiedene Konstruktionen genutzt.:230 f.

### Heckrotor-Konfiguration
Ein System aus einem Hauptrotor und einer Gegenschub erzeugenden Vorrichtung, die an einem Heckausleger montiert wird, ist die bekannteste und häufigste Konfiguration für Hubschrauber. In der Heckrotor-Konfiguration wird von einem am Heckausleger angebrachten Heckrotor ein horizontaler Schub erzeugt, um der Drehung des Rumpfes um die Hochachse entgegenzuwirken. Dieser Schub ist nicht konstant, sondern muss vom Piloten bei jeder Änderung des Drehmomentes (anderer Anstellwinkel der Rotorblätter, geänderte Antriebsleistung) angepasst werden. Bei rechtsdrehenden Hauptrotoren (Draufsicht) wird der Heckrotor grundsätzlich auf der rechten, bei linksdrehenden Hauptrotoren auf der linken Seite des Heckauslegers angebracht.
Eine besondere Bauform ist der Fenestron, dessen gekapselte Bauweise in Verbindung mit der größeren Anzahl an Rotorblättern sowie einer höheren Drehzahl einen kleineren Rotordurchmesser bei gleicher Leistung zulässt.
Eine weitere besondere Bauform ist ein System, bei dem von außen kein Heckrotor zu sehen ist. Stattdessen ist im Hubschrauber eine Turbine montiert, die Luft nahe der Kabine ansaugt und durch eine Düse an einem Ausleger ausbläst. Ein Beispiel für diese Konfiguration ist der McDonnell Douglas NOTAR.

### Doppelrotor-Konfigurationen
Ein System aus zwei gegenläufigen Hauptrotoren wird Doppelrotor-Konfiguration genannt. Dabei werden vier Systeme unterschieden.

#### Tandem-Konfiguration
In dieser Tandem-Konfiguration sind zwei gleich große gegenläufige Hauptrotoren in Flugrichtung hintereinander angeordnet, wobei der hintere der beiden Rotoren stets höher als der vordere angeordnet ist. Diese Konfiguration kommt insbesondere bei größeren Transporthubschraubern wie dem Piasecki H-21 oder Boeing-Vertol CH-47 zur Anwendung.

#### Transversale Rotoren
Transversal angeordnete Rotoren werden ebenfalls der Tandem-Konfiguration zugeordnet, wobei jedoch zwei gleich große gegenläufige Hauptrotoren nebeneinander an den Enden von seitlichen Auslegern quer zur Flugrichtung angeordnet sind. Diese Konfiguration kommt z. B. bei den Focke-Achgelis Fa 223, Mil Mi-12 und Kamow Ka-22 zur Anwendung.

#### Flettner-Doppelrotor
Bei dieser Konfiguration stehen zwei Rotorwellen leicht nach außen geneigt in V-Form eng nebeneinander, so dass die beiden gegenläufigen Rotoren in einander kämmen. Diese Konfiguration kommt z. B. bei den Flettner Fl 282 oder Kaman K-Max zur Anwendung.

#### Koaxialrotor
In dieser Tandem-Konfiguration sind zwei gleich große gegenläufige Hauptrotoren übereinander auf einer Rotorwelle angeordnet. Diese Konfiguration kommt z. B. bei den Kamow Ka-32 oder Kamow Ka-50 zur Anwendung. Zudem wird diese Konfiguration bei Einsteigerhubschraubermodellen verwendet.

### Blattspitzenantrieb
Hauptrotoren mit Blattspitzenantrieb stellen eine Ausnahme dar. Bei diesem Antriebsverfahren wird der Rückstoß aus komprimierter Luft, teilweise durch Treibstoffverbrennung unterstützt (heißer Blattspitzenantrieb), verwendet, um den Hauptrotor in Drehung zu versetzen und so Auftrieb zu erzeugen. Die komprimierte Luft wird dabei durch den Hauptrotormast und die Rotorblätter bis zu den Blattspitzen geführt, wo sie aus Düsen austritt. Da diese Kraft nicht auf die Rotorwelle wirkt, ist kein Drehmomentausgleich notwendig. Dieses Antriebsverfahren wurde allerdings wegen der hohen Lärmentwicklung und des hohen Kraftstoffverbrauchs nicht weiter verfolgt. Dieser Antrieb kam z. B. bei der Sud-Ouest SO 1221 „Djinn“, dem einzigen erfolgreichen Hubschrauber mit Blattspitzenantrieb zur Anwendung:35. Auf Hauptrotoren mit Blattspitzenantrieb wird hier nicht weiter eingegangen.

### Tragschrauber
Der Hauptrotor eines Tragschraubers wird nicht durch ein Triebwerk, sondern aufgrund der von unten wirkenden Anströmung des leicht nach hinten geneigten Rotors passiv in Drehung versetzt (Autorotation). Durch diese Drehung des Hauptrotors erzeugen die Rotorblätter einen Auftrieb.:80 Der Vortrieb des Tragschraubers erfolgt, wie beim Starrflügelflugzeug, durch einen meist am Heck angebrachten Propeller. Hauptrotoren von Tragschraubern werden hier nicht weiter betrachtet.

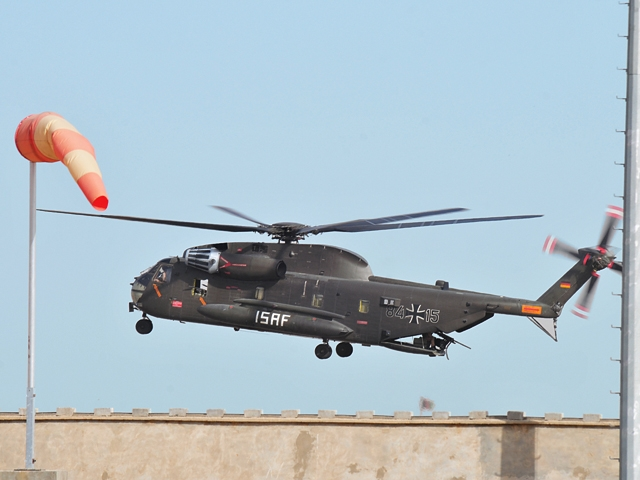
Sikorsky CH-53GS mit Heckrotor
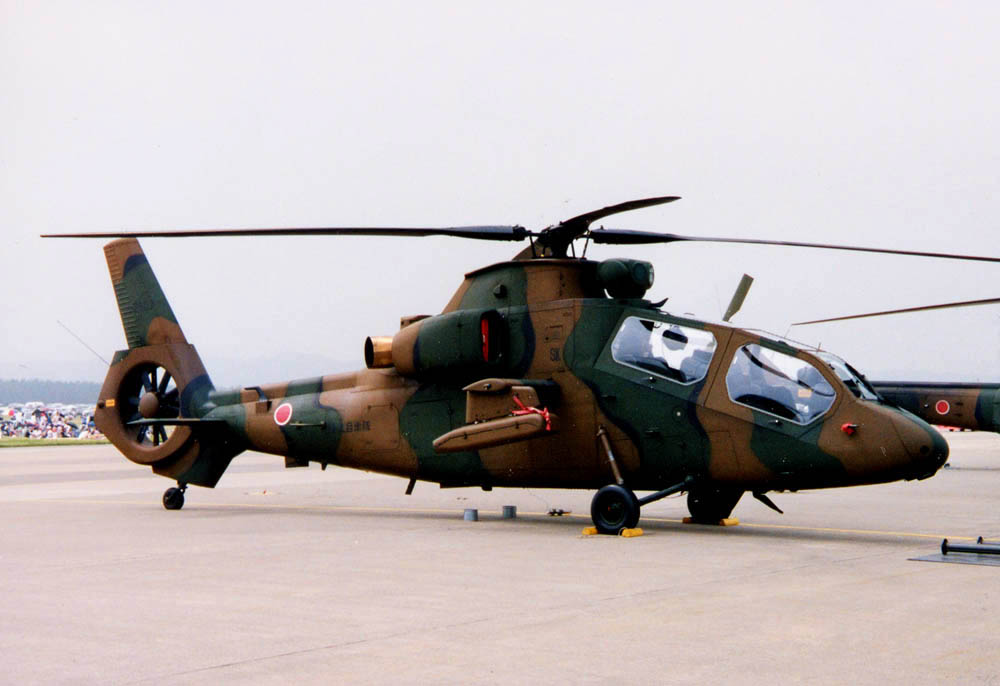
Kawasaki OH-1 „Ninja“ mit Fenestron
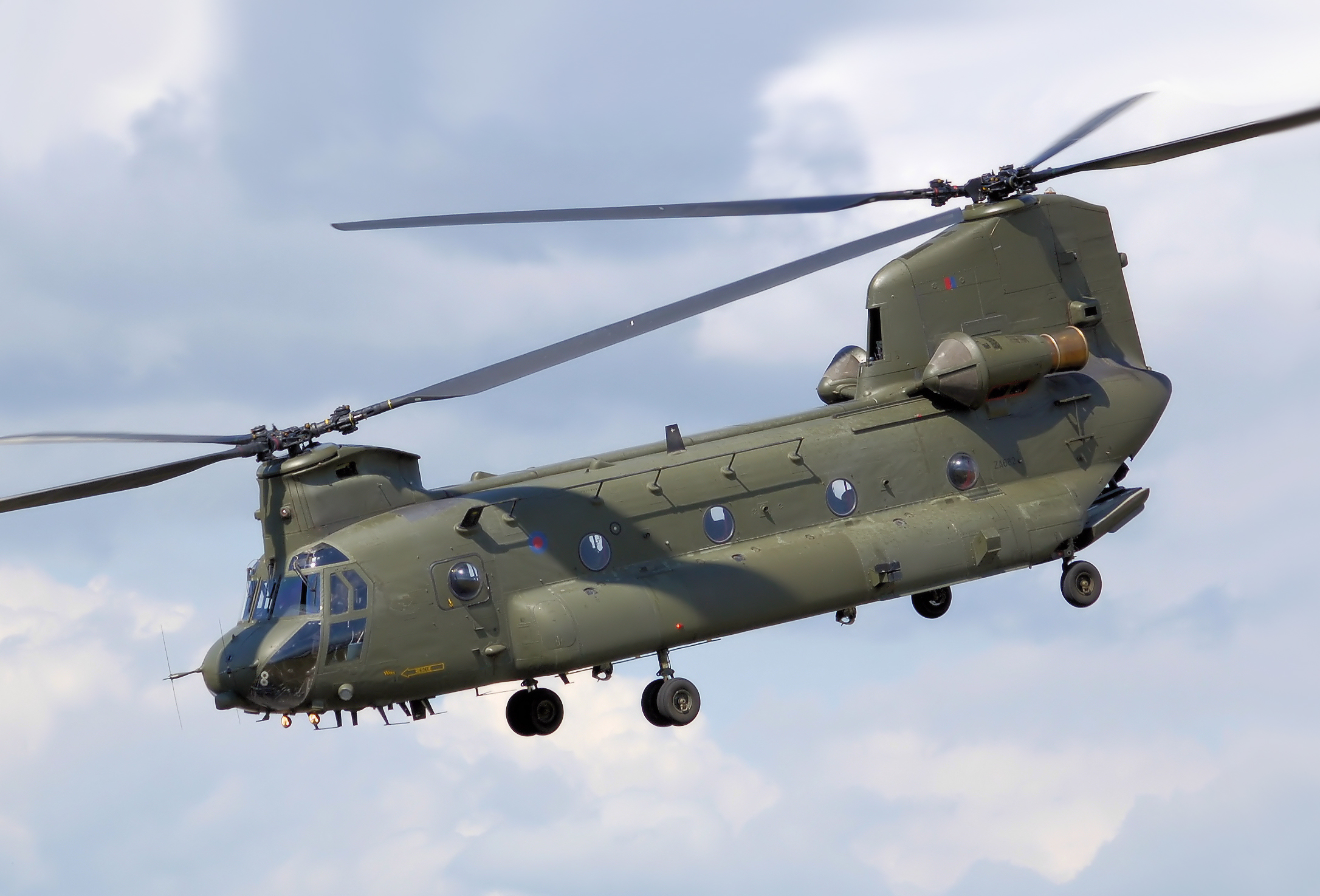
Boeing-Vertol CH-47 in Tandem-Konfiguration
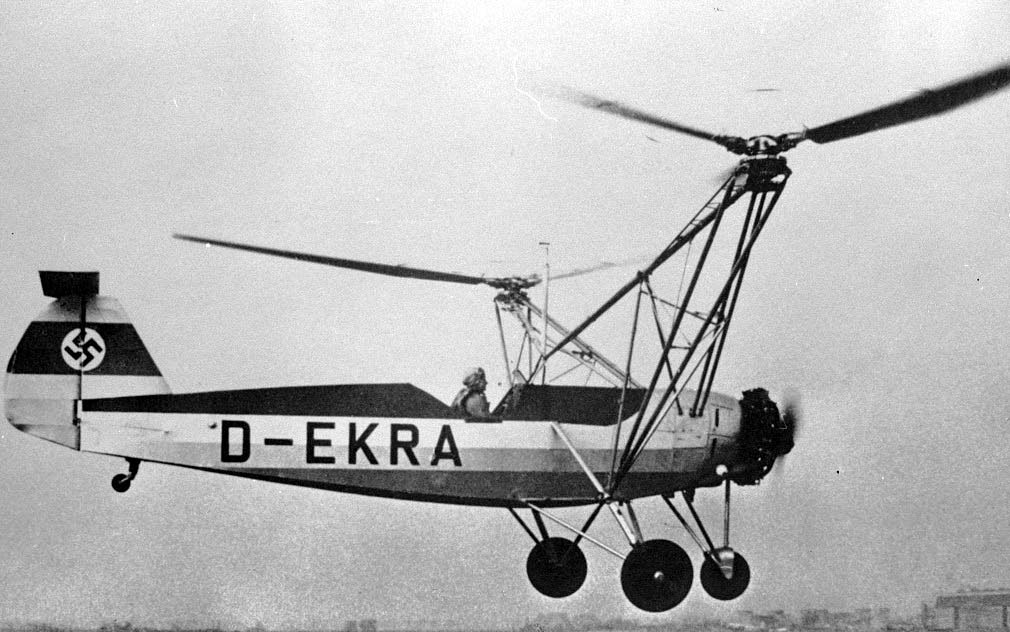
Focke-Wulf Fw 61 in Transversal-Konfiguration
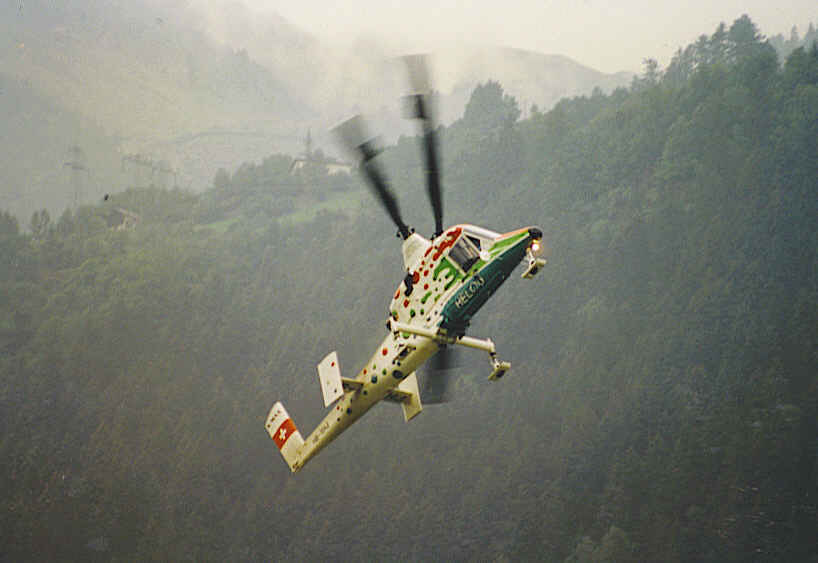
Kaman K-Max mit Flettner-Doppelrotor
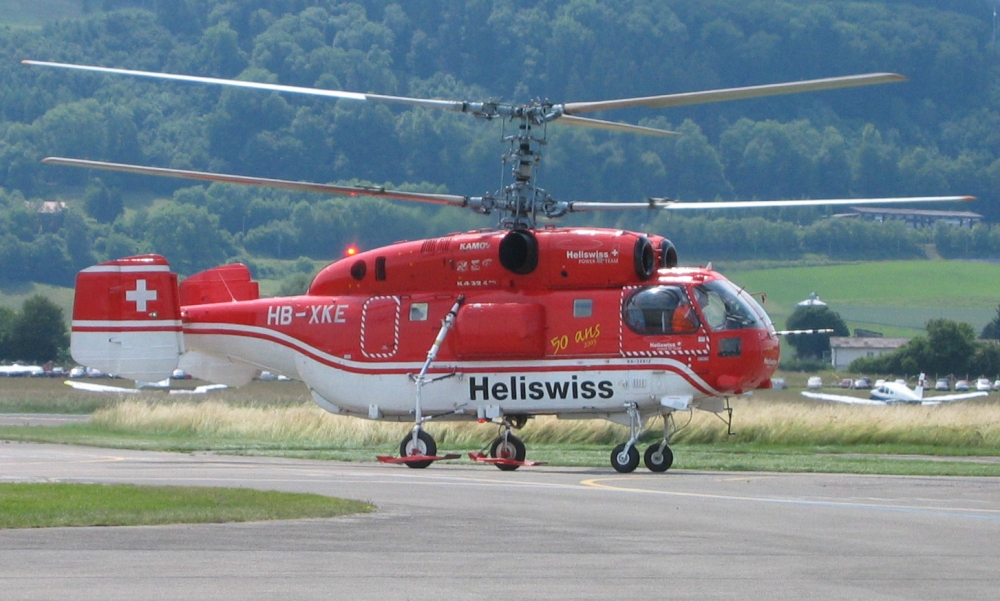
Kamow Ka-32 mit Koaxialrotoren
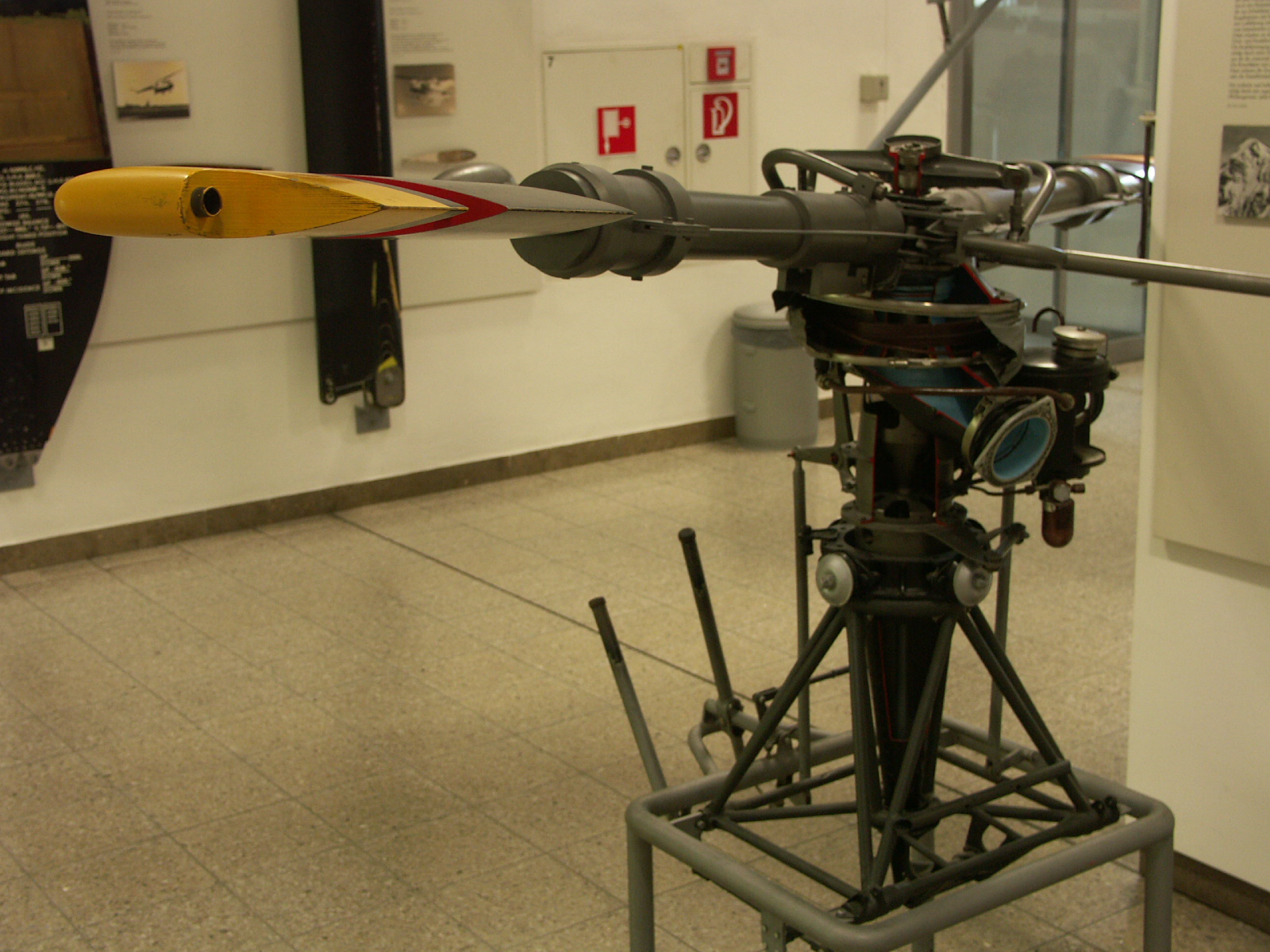
Blattspitzenantrieb des „Djinn“

## Komponenten des Hauptrotors
Der Hauptrotor eines personentragenden Hubschraubers sowie von pitchgesteuerten Modellhubschraubern verfügt grundsätzlich über folgende Komponenten.

### Rotorwelle
Die Rotorwelle (1) ist das zentrale Bauelement des Rotors. Sie ist am unteren Ende über ein Getriebe mit dem Antrieb verbunden. Bei personentragenden Hubschraubern kommen Verbrennungsmotoren oder Turbinen zum Einsatz. Modellhubschrauber werden neben diesen Antrieben auch mit Elektromotoren betrieben. Der Antrieb versetzt die Rotorwelle in eine Drehbewegung. Am oberen Ende der Rotorwelle ist die Rotornabe starr mit dem Rotorkopf (6) verbunden.:35 Die gedachte Linie durch die Mitte der Rotorwelle ist die Rotormastachse. Um diese dreht sich die Rotorwelle. Diese ist in den meisten Flugsituationen nicht mit der Rotationsachse der Ebene identisch in der die Rotorblätter liegen. Der Grund dafür ist die zusätzliche Neigung die die Rotorblätter während des Umlaufs erhalten.:80
Die Drehzahl der Rotorwelle hat unmittelbare Auswirkungen auf die Geschwindigkeit der Rotorblattspitzen des Hauptrotors. Diese Geschwindigkeit {\displaystyle v_{m}} in Kilometern pro Stunde (km/h) wird nach folgender Formel berechnet:
{\displaystyle v_{m}=\pi \cdot d\cdot rpm\cdot 0{,}06\mathrm {\frac {min\!\cdot \!km}{h\!\cdot \!m}} }
wobei d für den Durchmesser des Rotorkreises in Metern und die Konstante 0,06 für den Umrechnungsfaktor in km/h steht. Z.B. ergibt sich für den Sikorsky S-65 eine Rotorblattgeschwindigkeit an der Blattspitze (Rotorkreisradius = 12 Meter, Rotornormaldrehzahl = 185 Umdrehungen pro Minute) {\displaystyle v_{12}} von 836,92 km/h. Im Vorwärtsflug muss die Geschwindigkeit des Hubschraubers zur Rotorblattgeschwindigkeit hinzugerechnet werden. Aufgrund aerodynamischer Gegebenheiten wird der Hubschrauber unsteuerbar, wenn sich die Geschwindigkeit der Rotorblattspitzen der Schallgeschwindigkeit (ca. 1235 km/h) nähert. Es ergibt sich ohne Berücksichtigung atmosphärischer Luftströmungen (Wind) eine theoretische Höchstgeschwindigkeit des Sikorsky S-65 von ca. 390 km/h (tatsächlich 295 km/h).
In der folgenden Tabelle ist die Drehzahl des Hauptrotors – angegeben in Umdrehungen pro Minute (min−1) – einiger ausgewählter Hubschrauber aufgeführt. Zudem wird die daraus errechnete Geschwindigkeit der Rotorblattspitzen in Relation zum Rotorkreisdurchmesser dargestellt.
| Bild | Hersteller                    | Modell                                    | max. Drehzahl (min−1) | norm. Drehzahl (min−1) | min. Drehzahl (min−1) | Rotorkreisdurchmesser (m) | max. {\displaystyle v_{m}} (km/h) |
| ---- | ----------------------------- | ----------------------------------------- | --------------------- | ---------------------- | --------------------- | ------------------------- | --------------------------------- |
|      | Aérospatiale                  | SA 330 Puma                               | --                    | 265 ± 7                | 220                   | 15,00                     | 769                               |
|      | Aérospatiale                  | AS 332 Super Puma                         | 275                   | 265                    | 245                   | 15,60                     | 809                               |
|      | AgustaWestland                | AW189                                     | 296,14                | --                     | 284,75                | 14,60                     | 815                               |
|      | Bell Helicopter               | Bell 47 H-13 Sioux                        | 380                   | --                     | 300                   | 11,35                     | 813                               |
|      | Bell Helicopter               | Bell 214                                  | 300                   | --                     | 294                   | 15,24                     | 862                               |
|      | Bell Helicopter               | Bell 222                                  | 348                   | --                     | 338                   | 12,20                     | 800                               |
|      | Erickson Air-Crane            | EAC S64F                                  | 193                   | --                     | 185                   | 21,95                     | 798,5                             |
|      | Eurocopter                    | EC 225 Super Puma                         | 275                   | 246                    | 220                   | 16,20                     | 840                               |
|      | Hiller Aircraft Corporation   | Hiller UH-12                              | 370                   | --                     | 320                   | 10,80                     | 753                               |
|      | Kaman                         | K-Max                                     | 273                   | --                     | 260                   | 14,73                     | 758                               |
|      | Messerschmitt-Bölkow-Blohm    | Bölkow Bo 105                             | 433                   | --                     | 403                   | 9,84                      | 803                               |
|      | Messerschmitt-Bölkow-Blohm    | MBB/Kawasaki BK 117                       | 390,7                 | --                     | 375,3                 | 11,00                     | 810                               |
|      | Mil                           | Mi-8                                      | 186                   | --                     | 179                   | 21,91                     | 768                               |
|      | Robinson Helicopter           | R22                                       | 530                   | --                     | 495                   | 7,67                      | 766                               |
|      | Robinson Helicopter           | R44                                       | 408                   | --                     | 404                   | 10,06                     | 770                               |
|      | Sikorsky Aircraft Corporation | S-58 CH-34                                | 258                   | --                     | 170                   | 17,07                     | 830                               |
|      | Sikorsky Aircraft Corporation | S-61 H-3 Sea King                         | 225                   | --                     | 184                   | 18,90                     | 801,5                             |
|      | Sikorsky Aircraft Corporation | S-76                                      | 313                   | 293                    | 281                   | 13,41                     | 791                               |
|      | Verschiedene                  | Modellhubschrauber elektrisch angetrieben | ≈ 3000                | ≈ 1700                 | ≈ 1000                | ≈ 0,90                    | ≈ 290                             |

1. ↑  m = Rotorkreisradius (≡ Geschwindigkeit der Rotorblattspitze)
2. ↑  1992 verkaufte Sikorsky die Rechte am S-64 Skycrane an die Firma Erickson Air-Crane
3. ↑  bei einem Rotorkreisdurchmesser von 0,90 m und 1700 min−1

### Taumelscheibe
Die Taumelscheibe (2) dient zur Übertragung der Steuerbewegungen von der starren Zelle auf die sich drehenden Rotorblätter. Sie wird aus zwei Ringen (a) (b), die über ein Lager (c) gegeneinander drehbar verbunden sind, gefertigt. Diese mit Hilfe einer Schiebehülse (d) nach oben und unten verschiebbaren Ringe sind mit einem Kugelgelenk (e) um die Rotorwelle montiert und sind so kardanisch aufgehängt.
Der untere (bei anderer Bauweise der innere) Ring (a) der Taumelscheibe dreht sich nicht mit der Rotorwelle und ist über Steuerstangen (10) (f) mechanisch, hydraulisch oder elektronisch mit dem vor dem Pilotensitz befestigten Steuerknüppel (stick) sowie dem seitlich vom Pilotensitz befestigten Kollektivhebel (collectiv pitch) verbunden:39.
Der obere (bei anderer Bauweise der äußere) Ring (b) der Taumelscheibe ist über den Mitnehmer (3) (g) mit der Rotorwelle verbunden und dreht sich mit der gleichen Geschwindigkeit wie diese. Dieser Ring ist über mitdrehende Steuerstangen (4) (h) mit den am Drehgelenk der Blatthalter montierten Blattverstellhebel (5) verbunden. So können die Drehgelenke angesteuert und die Einstellwinkel der Rotorblätter (9) geändert werden:38.
Durch die kardanische Aufhängung in Verbindung mit der Schiebehülse kann die Taumelscheibe folgende Bewegungen durchführen:
- Parallelverschiebung entlang der Rotorwelle zur kollektiven Ansteuerung der Rotorblätter. Diese Steuerbewegung wird mit dem Kollektivhebel eingegeben. Der Einstellwinkel aller Rotorblätter wird gleichzeitig und um den gleichen Betrag geändert;
- Neigung der Taumelscheibe in jede beliebige Längs- bzw. Querrichtung zur zyklischen Ansteuerung der Rotorblätter. Diese Steuerbewegung wird mit dem Steuerknüppel eingegeben. Dadurch vollführen die Rotorblätter bei jeder Umdrehung der Rotorwelle eine wellenförmige Änderung des Einstellwinkels;
- Kombinationen aus den oben genannten Taumelscheibenbewegungen.

Hinweis: Alle in Klammern angegebenen Buchstaben beziehen sich auf die Legende in der nebenstehenden Grafik

### Steuerstangen

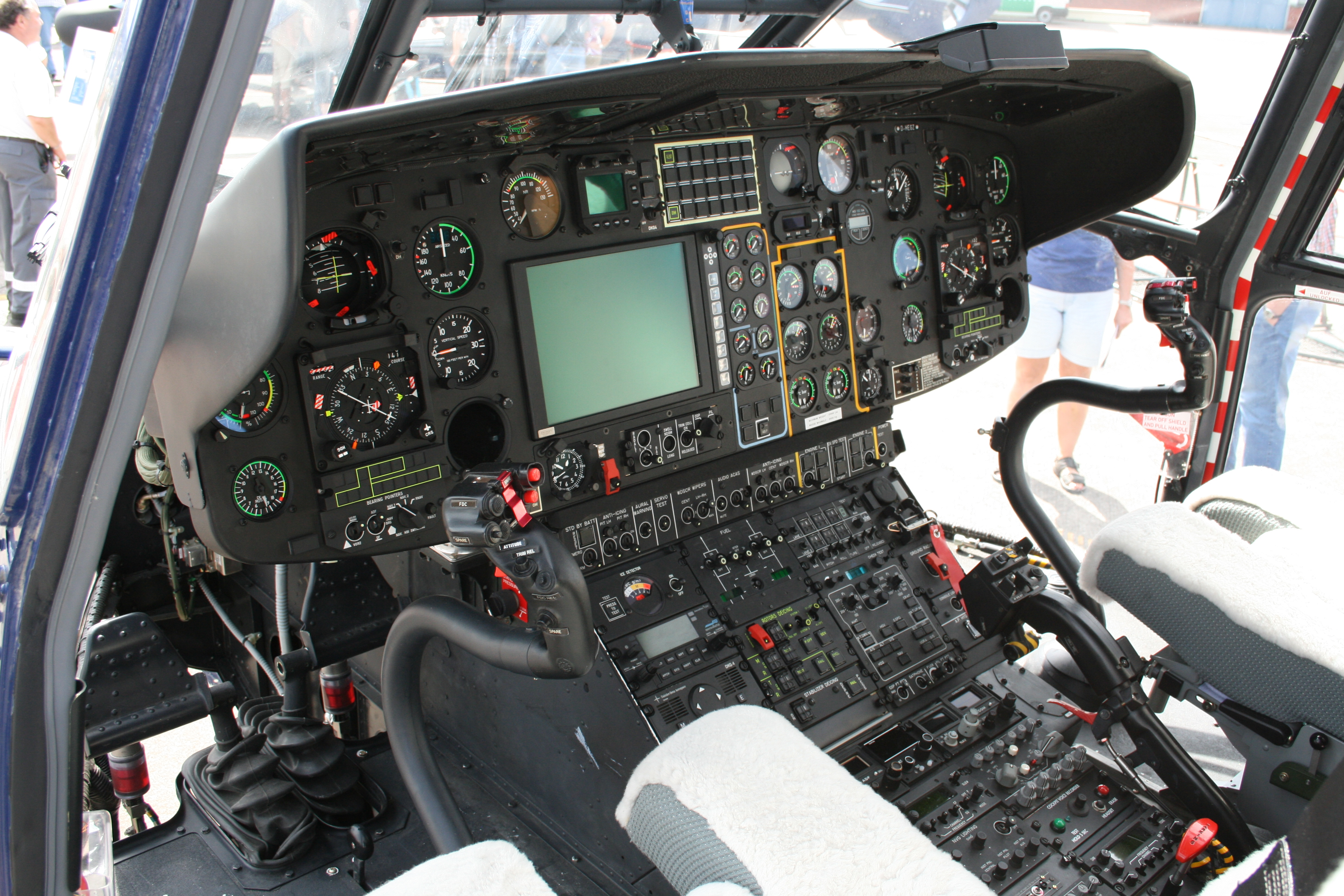
Kollektivhebel links neben und S-förmig gebogener Steuerknüppel vor dem Pilotensitz

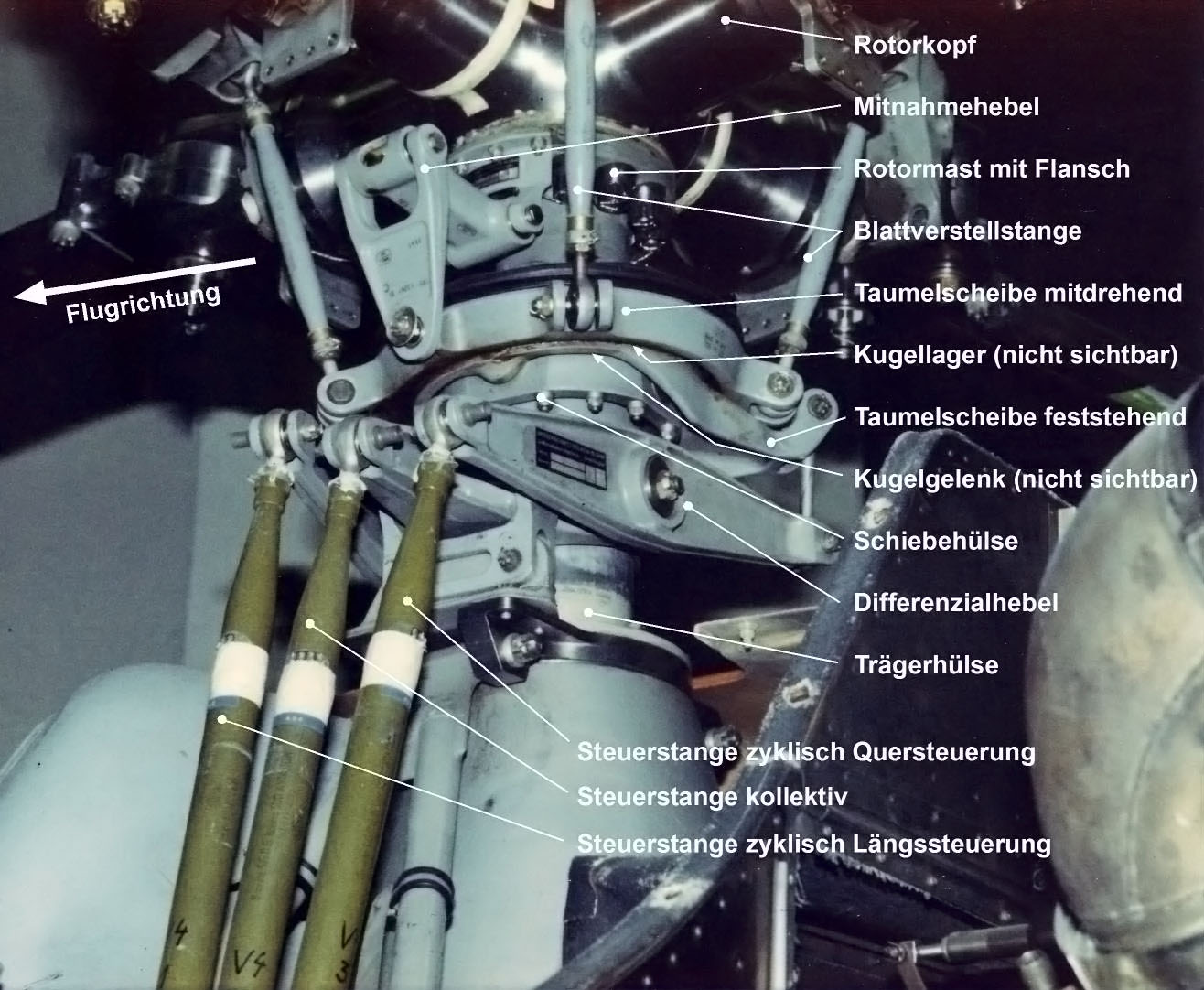
Detailansicht des Hauptrotors BO 105 mit Steuerstangen

Die Steuerelemente Kollektivhebel und Steuerknüppel gehören nicht zum Hauptrotor, wirken sich jedoch unmittelbar auf diesen aus. Daher wird hier kurz darauf eingegangen.
Der Kollektivhebel wird vom Piloten mit der linken Hand bedient. Damit dieser weitere Instrumente bedienen kann, baut der Kollektivhebel keine Rückstellkraft auf, sondern verbleibt immer in der vom Piloten zuletzt eingestellten Stellung. Sofern der Hubschrauber nicht über eine automatische Drehzahlregelung verfügt, wird z. B. über einen Drehgriff die Drehzahl des Antriebes gesteuert. Der Kollektivhebel dient zur Initiierung der kollektiven Ansteuerung der Rotorblätter. Dabei wird der Einstellwinkel aller Rotorblätter um den gleichen Betrag geändert, so dass der Auftrieb aller Rotorblätter gleich geändert wird. Der Hubschrauber steigt oder sinkt.
Der Steuerknüppel wird mit der rechten Hand bedient. Mit ihm werden Längs- und Quersteuereingaben initiiert, die die Taumelscheibe in die Richtung neigen, die sich aus den beiden Kippwinkeln ergibt. Dadurch neigt sich auch die Ebene der Rotorblätter. Der Hubschrauber dreht sich um seine Längs- (Rollen) oder Querachse (Nicken):39.
Da sowohl Kollektivhebel als auch Steuerknüppel gleichzeitig auf die Steuerstangen wirken können, müssen die Steuereingaben gemischt werden können. Bei mechanischen Mischgetrieben werden die Steuerstangen kinematisch über Umlenkhebel angelenkt und die Steuereingaben mechanisch gemischt:25. Bei hydraulischer oder elektronischer Unterstützung der Steuerung erfolgt die Mischung der Steuereingaben über das hydraulische oder elektronische System.
Die Steuereingaben der beiden Steuerelemente werden über Steuerstangen an die Taumelscheibe weitergegeben. Dazu ist der nicht mitdrehende Ring (a) der Taumelscheibe (2) über 3 Steuerstangen (f) mit dem Steuerknüppel und dem Kollektivhebel verbunden. Um die Lage der Taumelscheibe im Raum eindeutig zu definieren, muss diese immer mit drei Steuereingaben angesteuert werden:39. Das Video zeigt das Zusammenspiel der Steuerstangen.
Wenn der Kollektivhebel nach oben gezogen wird, werden alle nicht mitdrehenden Steuerstangen (10) (f) je nach Bauweise der Blattverstellhebel (5) um den gleichen Betrag nach oben oder unten bewegt, so dass die Taumelscheibe mit Hilfe der Schiebehülse (d) entlang der Rotorwelle (1) parallel verschoben wird. Dadurch wird der Einstellwinkel aller Rotorblätter in gleichem Maße geändert, so dass der Hubschrauber (ohne Berücksichtigung weiterer Einflüsse) steigt oder sinkt. Bei den meisten personentragenden Hubschraubern werden die Rotorblätter bei der untersten Stellung des Kollektivhebels so eingestellt, dass sie keinen Auftrieb erzeugen:22. Die Rotorblätter von kunstflugfähigen Modellhubschraubern können so eingestellt werden, dass sie negativen Auftrieb erzeugen, so dass sie einen Rückenflug durchführen können.
Wenn der Steuerknüppel bewegt wird, werden die Steuerstangen entsprechend der Steuereingabe je nach Bauweise der Blattverstellhebel mit unterschiedlichem Betrag nach oben oder unten bewegt, so dass die Taumelscheibe jedes Rotorblatt unterschiedlich ansteuert, was durch unterschiedliche Anstellwinkel der Rotorblätter bei deren Umlauf um die Rotorwelle (1) Nick- und/oder Rollbewegungen einleitet.
Die mitdrehenden Steuerstangen (4) (h) sind an einem Ende mit dem mitdrehenden Ring (b) der Taumelscheibe (2) und am anderen Ende mit dem Blattverstellhebel (5) des Rotorblattes (9) verbunden. Sie geben die bereits gemischten Steuereingaben des Kollektivhebels und Steuerknüppels von der Taumelscheibe unmittelbar an die Rotorblätter weiter.

### Rotorkopf mit Rotornabe
Alle Rotorblätter (9) des Hauptrotors werden mechanisch an der Rotornabe des Rotorkopfes (6) befestigt. Über je einen Blatthalter mit Drehgelenk (7), das auch Winkelungslager:35 genannt wird, können die Rotorblätter in festgelegten Grenzen individuell um ihre Längsachse gedreht werden. Durch diese Drehung ändert sich der Einstellwinkel des jeweiligen Rotorblattes und somit auch der von ihm erzeugte Auftrieb.
Der Rotorkopf ist wie die Rotorblattwurzeln aufgrund der auftretenden Zentrifugal- und Biegekräfte sowie der Antriebsmomente – bei gelenklosen Rotorsystemen zusätzlich durch Torsionskräfte – stark belastet.

#### Voll bewegliches Rotorsystem
Ein voll bewegliches Rotorsystem ist mit mindestens 3 Rotorblättern ausgestattet. Bei starren Rotorblättern wirken vertikale und horizontale Biegekräfte unmittelbar auf die Blattwurzel (8) bzw. auf den Rotorkopf. Sie können so groß werden, dass die Blattwurzel durch diese Biegekräfte bricht oder der Blatthalter am Rotorkopf schwer beschädigt wird, was zum Absturz des Hubschraubers führen kann. Um diese Biegekräfte ausgleichen zu können, ist bei voll beweglichen Rotorsystemen jedes Rotorblatt über ein Schlag- und ein Schwenkgelenk mit dem Drehgelenk der Rotornabe verbunden. So können sie um drei Achsen bewegt werden (um die Längsachse drehen, vertikal schlagen sowie horizontal vor- bzw. nacheilen):231. Die Bewegungsfreiheit des Schwenkgelenkes wird durch Dämpfer begrenzt:70. Die Sikorsky CH-53 ist mit diesem Rotorsystem ausgerüstet.

#### Gelenkloses Rotorsystem
Das gelenklose Rotorsystem ist dem voll beweglichen Rotorsystem sehr ähnlich. Hier werden jedoch keine Schlag- und Schwenkgelenke verbaut. Die horizontalen und vertikalen Biegekräfte werden von den mechanisch flexiblen Rotorblattwurzeln aufgenommen:231. Die Bölkow Bo 105 ist mit diesem Rotorsystem ausgerüstet.

#### Starres Rotorsystem
Das starre Rotorsystem ist dem gelenklosen Rotorsystem sehr ähnlich. Die horizontalen und vertikalen Biegekräfte werden von den mechanisch flexiblen Rotorblattwurzeln aufgenommen. Da hier jedoch auch keine Drehgelenke verbaut werden, müssen auch die Torsion der einzelnen Rotorblätter durch eine entsprechende Flexibilität der Rotorblattwurzel gewährleistet werden. Daher sind starre Rotorsysteme aus Faserverbundwerkstoffen und Titan gefertigt:231. Der Eurocopter EC 135 ist mit diesem Rotorsystem ausgerüstet.

#### Halbstarres Rotorsystem
Ein halbstarres Rotorsystem ist mit zwei starr miteinander verbundenen Rotorblättern ausgestattet. Die Rotorblätter können wie eine Wippe nur gemeinsam auf- bzw. abpendeln:231. Die Bell UH-1 ist mit diesem Rotorsystem ausgerüstet.

### Rotorblatt
Das Rotorblatt ist das Konstruktionselement des Hauptrotors, das den Auftrieb erzeugt. In klassischer Bauweise ist es über ein Dreh-, Schlag- und Schwenkgelenk mit der Rotornabe verbunden.

#### Materialien

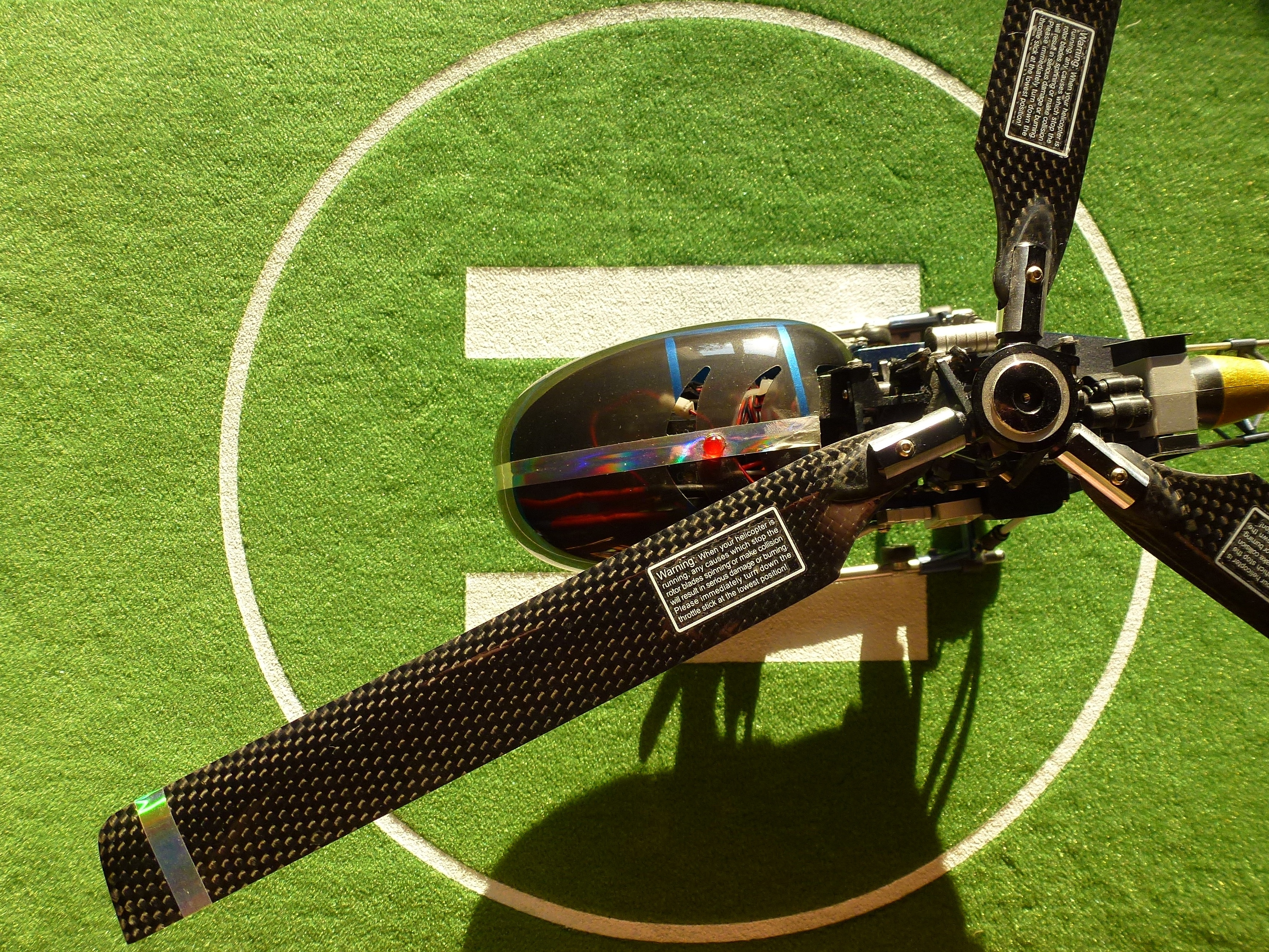
Rotorblatt in Rechteckform aus CFK (Modellhubschrauber mit rechtsdrehendem Hauptrotor)

Bei den Rotoren von Hubschraubern und Tragschraubern kommen Stahl, Titan, Leichtmetall und Faserverbundwerkstoffe wie z. B. Glasfaser- (GFK) und Kohlenstofffaserverbunde (CFK) zum Einsatz. Früher wurde auch vielfach noch Holz verwendet. GFK-Blätter wurden erstmals bei dem Kamow Ka-26 und dann bei der Bo 105 im Zusammenhang mit elastischer Aufhängung und gelenklosem Rotorkopf (vgl. Taumelscheibe) eingesetzt. Die wegen der zahlreichen Gelenke bei klassischen Konstruktionen besonders aufwendige Wartung des Rotorkopfs wird damit deutlich vereinfacht, allerdings müssen die Blätter regelmäßig auf Materialermüdung untersucht werden.
Die Rotorblätter tragen das volle Gewicht des Hubschraubers. Zusätzlich müssen sie die Fliehkraft der Rotation aushalten und dabei ein möglichst geringes Gewicht aufweisen. Um diese Vorgaben zu erfüllen, sind sie häufig aus hochfesten Verbundwerkstoffen gefertigt. Manche Rotoren sind mit Dehnungsmessstreifen ausgestattet, mit denen im Betrieb die Belastung gemessen wird.
Im Modellbaubereich werden Rotorblätter aus Holz, einfachem Kunststoff, GFK, CFK und Aluminium genutzt. Bei modernen CFK-Rotorblätter für Modellhubschrauber bildet ein Schaumstoffkern zusammen mit einem CFK-Holm das Gerüst und verleiht dem Rotorblatt die erforderliche Druck- und Biegefestigkeit. Das Profil wird aus mehreren Lagen Kohlefasermatten geformt, die für die nötige Torsionsfestigkeit sorgen.

#### Rotorblattformen

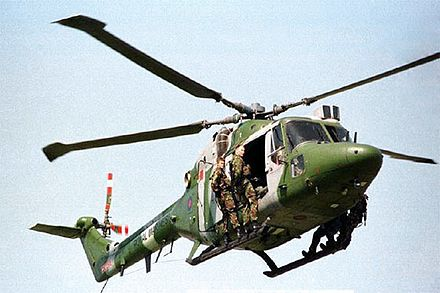
Westland Lynx AH Mk7 mit BERP Rotorblättern

Bei Rotorblättern für Hubschrauber werden vier Grundformen unterschieden.
Bei der trotz schlechterer aerodynamischer Eigenschaften am häufigsten verwendeten Rechteckform hat das Rotorblatt über die Gesamtlänge eine gleiche Tiefe. Diese Bauform ist sowohl in der Herstellung als auch in der Wartung kostengünstiger. Bei der Trapezform hat das Rotorblatt von der Blattwurzel bis zur Blattspitze eine abnehmende Tiefe. Da die Anströmgeschwindigkeit und damit auch der Auftrieb an der Blattspitze höher ist als an der Blattwurzel, wird durch die Trapezform ein Ausgleich des dynamischen Auftriebs über die gesamte Blattlänge erreicht. Bei der Doppeltrapezform nimmt die Tiefe des Rotorblattes von der Blattwurzel zur Blattmitte zunächst zu und dann zur Blattspitze wieder ab. Bei der Rechtecktrapezform ist die Tiefe von der Blattwurzel zur Blattmitte zunächst gleich und nimmt dann zur Blattspitze hin ab::231. Das Verhältnis von Blattlänge (L) zu Blatttiefe (T) wird als Streckung bezeichnet, mit {\displaystyle \Lambda } abgekürzt und wie folgt berechnet:68 {\displaystyle \Lambda } {\displaystyle ={\frac {\text{L}}{\text{T}}}}.

Rotorblattformen
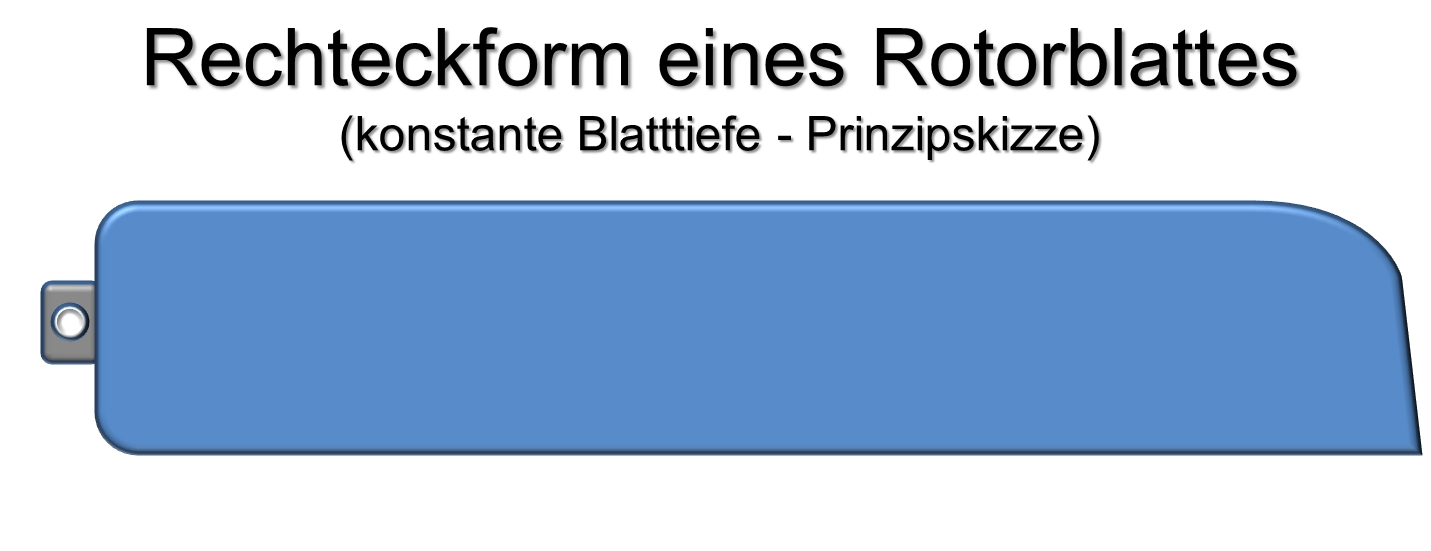
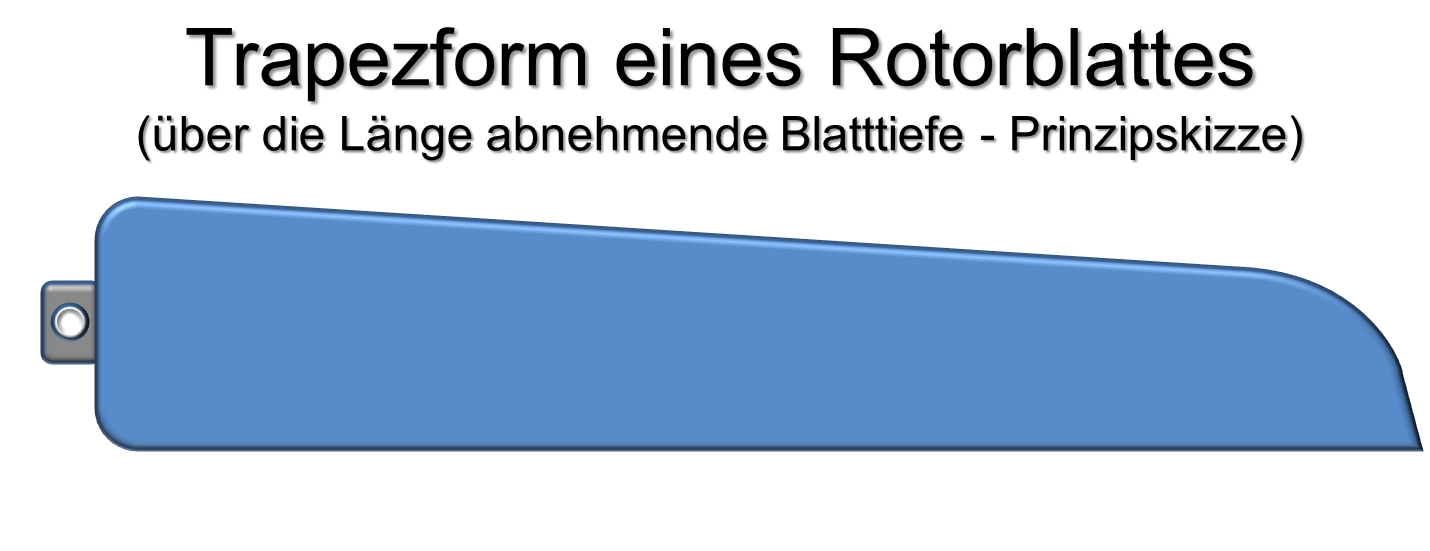
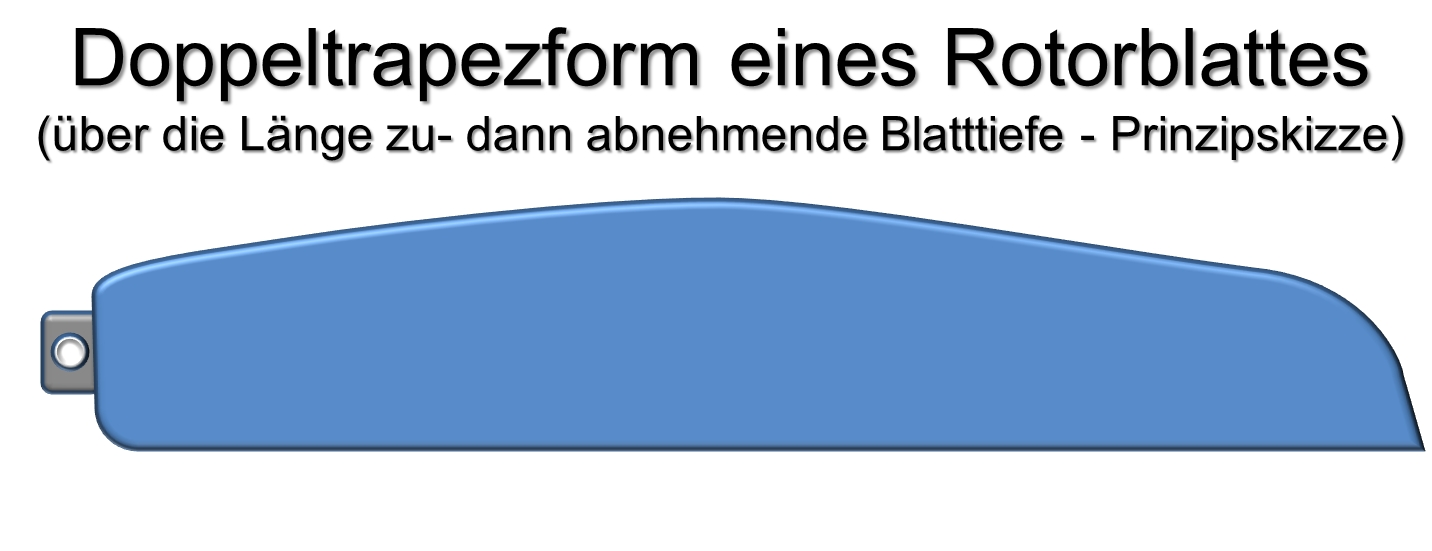
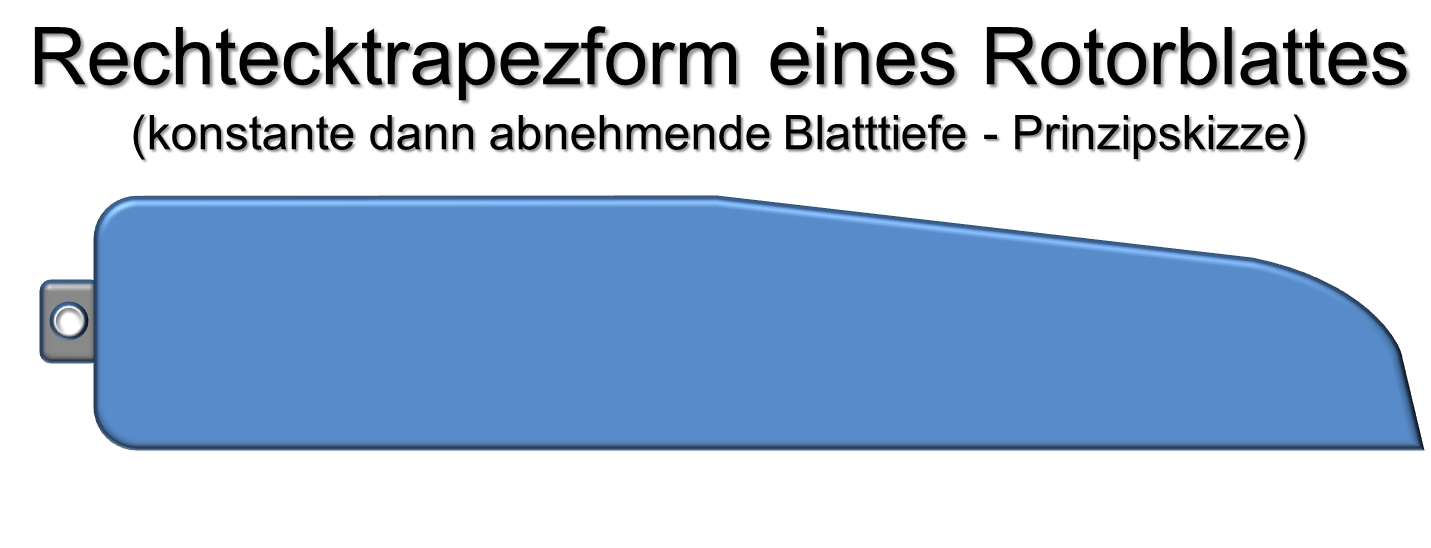

Von 1976 bis 1986 wurden im Rahmen des British Experimental Rotor Program (BERP) Untersuchungen zur Verbesserung der Flugleistungen von Hubschraubern durchgeführt. Als Ergebnis dieser Kooperation von Westland Helicopters mit Royal Aircraft Establishment wurde ein Westland Lynx AH Mk.7 mit BERP-Rotorblättern ausgerüstet, der daraufhin am 11. August 1986 mit 400,87 km/h einen Geschwindigkeitsrekord für Hubschrauber aufstellte, der bis Mai 2010 bestehen blieb.
Diese BERP-Rotorblätter verfügen über eine aerodynamische Schränkung (siehe unten) und die Rotorblattspitzen wurden mit Paddeln ausgerüstet, die Blattspitzenwirbel reduzieren. Der als Sägezahn bezeichnete Übergang vom Rotorblatt zum Paddel erzeugt eine turbulente Strömung, die einen um 6° höheren effektiven Anstellwinkel ermöglicht, bevor ein Strömungsabriss erfolgt. Andererseits erfordern BERP-Rotorblätter eine höhere Antriebsleistung.:69

#### Rotorblattprofile

Schränkung
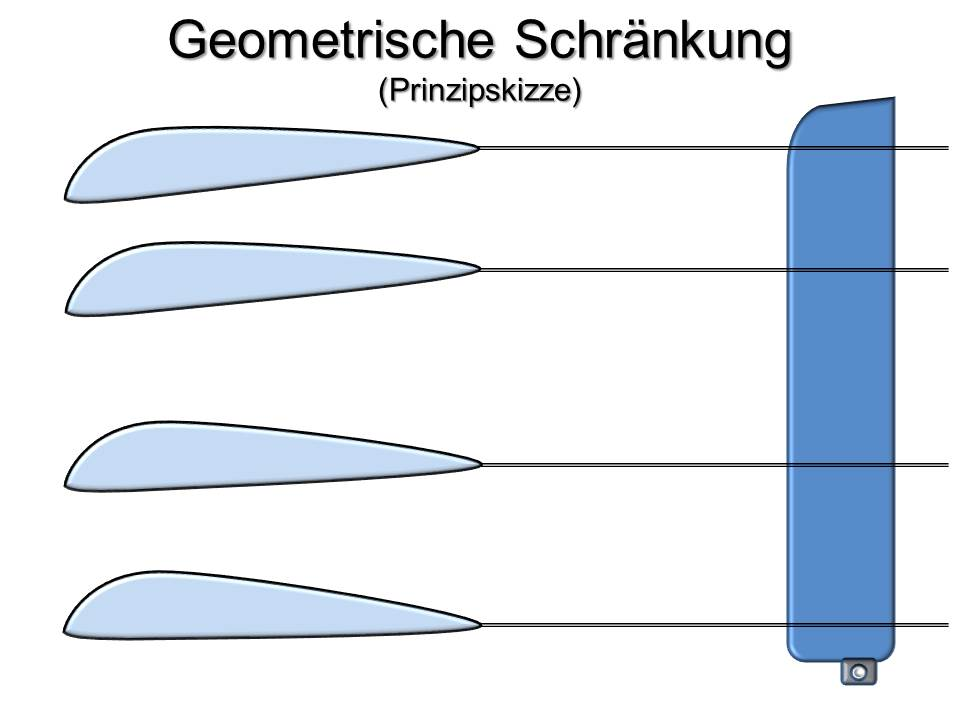
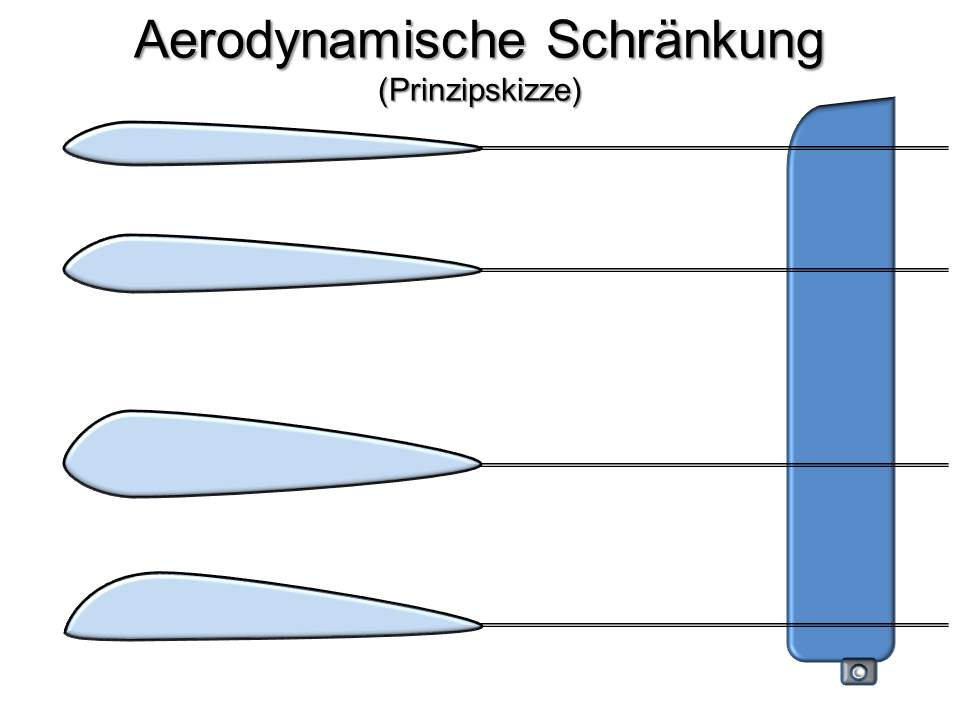

Das Rotorblatt hatte früher oft ein symmetrisches Profil, um die Druckpunktwanderung bei verschiedenen Anstellwinkeln und damit entsprechende Kompensationskräfte zu verhindern. Solche Rotorblätter weisen auf der Ober- und Unterseite ein gleiches Profil auf und erzeugen bei einem 0°-Anstellwinkel weder Auf- noch Abtrieb. Halbsymmetrische Rotorblätter weisen auf der Ober- und Unterseite ein identisches Profil auf, das auf der Unterseite jedoch „dünner“ ausgeprägt ist. Sie erzeugen bei positivem Anstellwinkel mehr Auftrieb und bei negativem Anstellwinkel mehr Abtrieb als Rotorblätter mit symmetrischem Profil. Rotorblätter mit S-Schlag-Profil sind auf der Unterseite fast gerade und somit auf optimalen Auftrieb („Hubkraft“) ausgelegt. Sie halten die Drehmomentkräfte am Neutralpunkt gering.
| Profil | Vorteile (Modellhubschrauber) | Nachteile (Modellhubschrauber) |
| ------ | --- | --- |
|        | - Sehr gute Eignung für Kunst- und 3D-Flug, weil der Auftrieb sowohl in der Normal- als auch in der Rückenlage gleich ist. - Das Rotorblatt ist sowohl für rechts- als auch linksdrehende Rotoren geeignet. | - Wirkungsgrad liegt unter dem Optimum, weil der gesamte Auftrieb durch den Anstellwinkel des Rotorblattes erzeugt werden muss. - Bei zu großem Anstellwinkel besteht die Gefahr eines Strömungsabrisses. |
|        | - Besserer Wirkungsgrad als beim symmetrischen Profil, weil auch schon bei 0°-Anstellwinkel Auftrieb erzeugt wird. - Dadurch geringerer Energieverbrauch und längere Flugzeiten.                            | - Eingeschränkte Eignung für Kunstflug. - Keine Eignung für 3D-Flug. - Unterschiedliche Rotorblätter für rechts- bzw. linksdrehende Rotoren erforderlich.                                                 |
|        | - Bester Wirkungsgrad in Normallage. - Dadurch geringerer Energieverbrauch und längere Flugzeiten. - Hervorragende Eignung für Modelle mit geringer Rotordrehzahl oder hohem Startgewicht.                  | - Eignung nur für einfachsten Kunstflug. - Keine Eignung für 3D-Flug. - Unterschiedliche Rotorblätter für rechts- bzw. linksdrehende Rotoren erforderlich.                                                |

Die Konstruktion von Rotorblättern mit unterschiedlichen Blatttiefen ist sehr komplex. Um bei der Verwendung von Rotorblättern in Rechteckform trotzdem einen gleichmäßigen Auftrieb über die gesamte Rotorblattlänge zu erreichen, werden diese oft geschränkt. Bei der geometrischen Schränkung wird z. B. der Anstellwinkel an der Blattwurzel groß gewählt und nimmt zur Blattspitze hin (ggf. bis auf 0°) ab.:232 Geometrisch geschränkt sind z. B. die Rotorblätter der Alouette II, Bölkow Bo 105 und des Eurocopter EC 135.:67
- Schränkung

## Aerodynamik

### Anströmgeschwindigkeit

Unterschiedliche Geschwindigkeiten von verschiedenen Rotorblattabschnitten

Schematische Darstellung der Abhängigkeit des Auftriebes vom Umlaufradius

Die Anströmgeschwindigkeit des Rotorblattes ist über die Länge des Rotorblattes nicht konstant. Die Geschwindigkeit {\displaystyle v_{m}} eines im Abstand {\displaystyle r} von der Drehachse umlaufen Rotorblattabschnitts wird nach folgender Formel berechnet:
{\displaystyle v_{m}=r\cdot \omega }
wobei {\displaystyle \omega } für die Winkelgeschwindigkeit des Rotors im Bogenmaß steht.
Zum Beispiel hat der Hubschrauber Sikorsky CH-53 je nach Modellvariante einen Hauptrotordurchmesser von 22 bis 24 Metern, also einen Radius {\displaystyle r} von 11 bis 12 Metern. Im Normalbetrieb dreht sich die Rotorwelle mit 185 Umdrehungen pro Minute (= 19,37 rad/s). Daraus ergibt sich eine Rotorblattgeschwindigkeit an der Blattspitze {\displaystyle v_{12}} von 232,48 m/s (≈ 837 km/h). Am halben Rotorkreis ({\displaystyle r} = 6 m) beträgt die Rotorblattgeschwindigkeit {\displaystyle v_{6}} noch 116,24 m/s (≈ 418 km/h). Die Rotorblattgeschwindigkeit an der Rotorblattspitze {\displaystyle v_{12}} ist also doppelt so hoch wie am halben Rotorkreis {\displaystyle v_{6}}.
Da der dynamische Auftrieb bei gleichem Anstellwinkel der Rotorblätter quadratisch zur Anströmgeschwindigkeit (im Schwebeflug bei Windstille ungefähr identisch mit der Rotorblattgeschwindigkeit) zu- bzw. abnimmt, ist der Auftrieb im Schwebeflug (ohne Berücksichtigung anderer Faktoren) an den Rotorblattspitzen viermal größer als am halben Rotorkreis.

### Rotorblattvorlauf

Rotorblätter sind über einen starren Rotorblatthalter mit der Rotorwelle verbunden. Dadurch wird der Schwerpunkt des Rotorblattes bezogen auf die Rotationsachse nach außen verschoben. Dieses wird in der o.a. Grafik aus Gründen der Vereinfachung nicht berücksichtigt.

Sofern keine anderen Einflüsse einwirken, strecken sich Rotorblätter, deren Schwerpunkt auf der parallel zur Rotorblattkante verlaufenden und die Befestigungsöse mittig schneidenden Linie liegt, aufgrund der durch die Rotation entstehenden Fliehkräfte genau in die Verlängerung des starren Blatthalters.
Wenn der Schwerpunkt des Rotorblattes nicht auf dieser Linie liegt, wirken die Fliehkräfte nicht wie oben beschrieben im 90°-Winkel zur Rotationsachse auf das Rotorblatt. Die Vorderkante des Rotorblattes dreht sich dann so lange um die Befestigungsöse vor bzw. zurück, bis der Schwerpunkt des Rotorblattes wieder im 90°-Winkel zur Rotationsachse liegt, sofern keine anderen Einflüsse auf das Rotorblatt einwirken. Dieses Verhalten wird Vorlauf genannt. Schiebt sich die Vorderkante nach vorne, spricht man von positivem Vorlauf (die Blattspitze eilt in Drehrichtung voraus); schiebt sie sich nach hinten, spricht man von negativem Vorlauf oder Nachlauf (die Blattspitze hängt in Drehrichtung nach).
Der Strömungswiderstand, dem das Rotorblatt aufgrund seiner hohen Umlaufgeschwindigkeit ausgesetzt ist, verringert den Vorlauf bzw. vergrößert den Nachlauf des Rotorblattes. Durch konstruktive Verlagerung des Schwerpunktes kann das Rotorblatt so eingestellt werden, dass es sich im vorgesehenen Drehzahlbereich des Hauptrotors unter Berücksichtigung des Strömungswiderstandes möglichst geradlinig in Bezug zum Blatthalter ausrichtet und somit weder Vor- noch Nachlauf aufweist.
Neben einem verlagerten Blattschwerpunkt und dem Strömungswiderstand wirken sich auch aeroelastischen Effekte auf den Vorlauf eines Rotorblattes aus.

### Wirkungsgrad
Mit der Kreisflächenbelastung kann näherungsweise der Wirkungsgrad eines Rotors ermittelt oder die mit steigender Belastung anwachsende Lärmentwicklung abgeschätzt werden.